# Lepadella adjuncta
Lepadella adjuncta är en hjuldjursart som beskrevs av Donner 1943. Lepadella adjuncta ingår i släktet Lepadella och familjen Lepadellidae. Inga underarter finns listade i Catalogue of Life.